# Méthionyl-aminopeptidase
En enzymologie, une méthionyl-aminopeptidase est une hydrolase qui catalyse le clivage de l'acide aminé N-terminal des peptides et des arylamides,. Elle agit préférentiellement sur la méthionine. Cette enzyme est une protéine membranaire présente aussi bien chez les procaryotes que chez les eucaryotes,. 